# Кашлам
Кашлам — река в России, протекает в Колыванском районе Новосибирской области. Длина реки составляет 19 км.
Вытекает из озера Чёрного. Течёт вдоль левого берега Оби сначала на север, затем на юго-восток, огибая Кашламский бор. Устье реки находится в 6 км по левому берегу реки Уень на высоте 88 метров над уровнем моря. Представляет собой цепь озёр-стариц (Чёрное, Барка, Талое, Ширь, Коновалово, Кашлам, Ключевка, Коноваловское, Кривое, Вилашное, Телеутское) и проток между ними.
Основные притоки — реки Амба и Вьюна, обе впадают слева, и ручей Зимняк, вытекающий из одноименного озера (правый).

## Данные водного реестра
По данным государственного водного реестра России относится к Верхнеобскому бассейновому округу, водохозяйственный участок реки — Обь от Новосибирского гидроузла до впадения реки Чулым, без рек Иня и Томь, речной подбассейн реки — бассейны притоков (Верхней) Оби до впадения Томи. Речной бассейн реки — (Верхняя) Обь до впадения Иртыша.
Код объекта в государственном водном реестре — 13010200712115200006741.